# Верин Навер
Верин Навер (арм. Վերին Նավեր) — некрополь бронзового и раннежелезнего веков (XXIII-X вв. до н. э.) площадью 100 га в Армении. Находится в 3 км к западу от города Аштарака, на южном сколоне горы Арагац. Большое количество гробниц было разрушено в ходе земледельческих и строительных работ. В настоящее время в высокогорных частях комплекса отдельными группами в общей сложности сохранилось более 300 гробниц, где были открыты вырытые в земле склепы (они были прикрыты плитами из туфами в количестве от 2 до 5) и окружающие их каменные кромлехи.